# Man Bahadur Shahi
Man Bahadur Shahi es un deportista nepalí que compitió en taekwondo. Ganó una medalla de bronce en los Juegos Asiáticos de 1994 en la categoría de –54 kg.

## Palmarés internacional
| Juegos Asiáticos | Juegos Asiáticos  | Juegos Asiáticos  | Juegos Asiáticos |
| Año              | Lugar             | Medalla           | Categoría        |
| ---------------- | ----------------- | ----------------- | ---------------- |
| 1994             | Hiroshima (Japón) | Medalla de bronce | –54 kg           |